# Trichomanes vittaria
Trichomanes vittaria är en hinnbräkenväxtart som beskrevs av Dc. Trichomanes vittaria ingår i släktet Trichomanes och familjen Hymenophyllaceae. Inga underarter finns listade.

## Bildgalleri

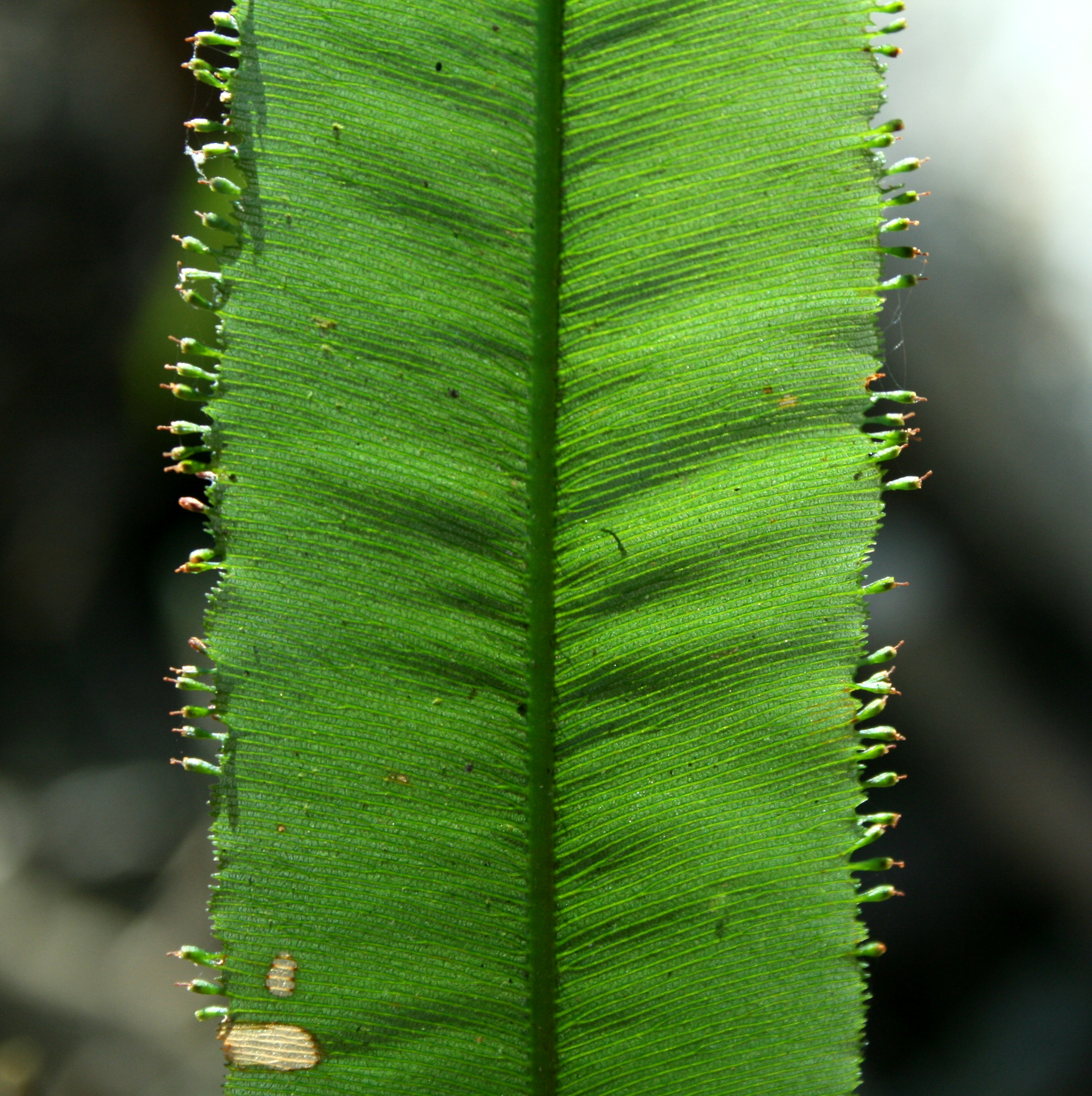
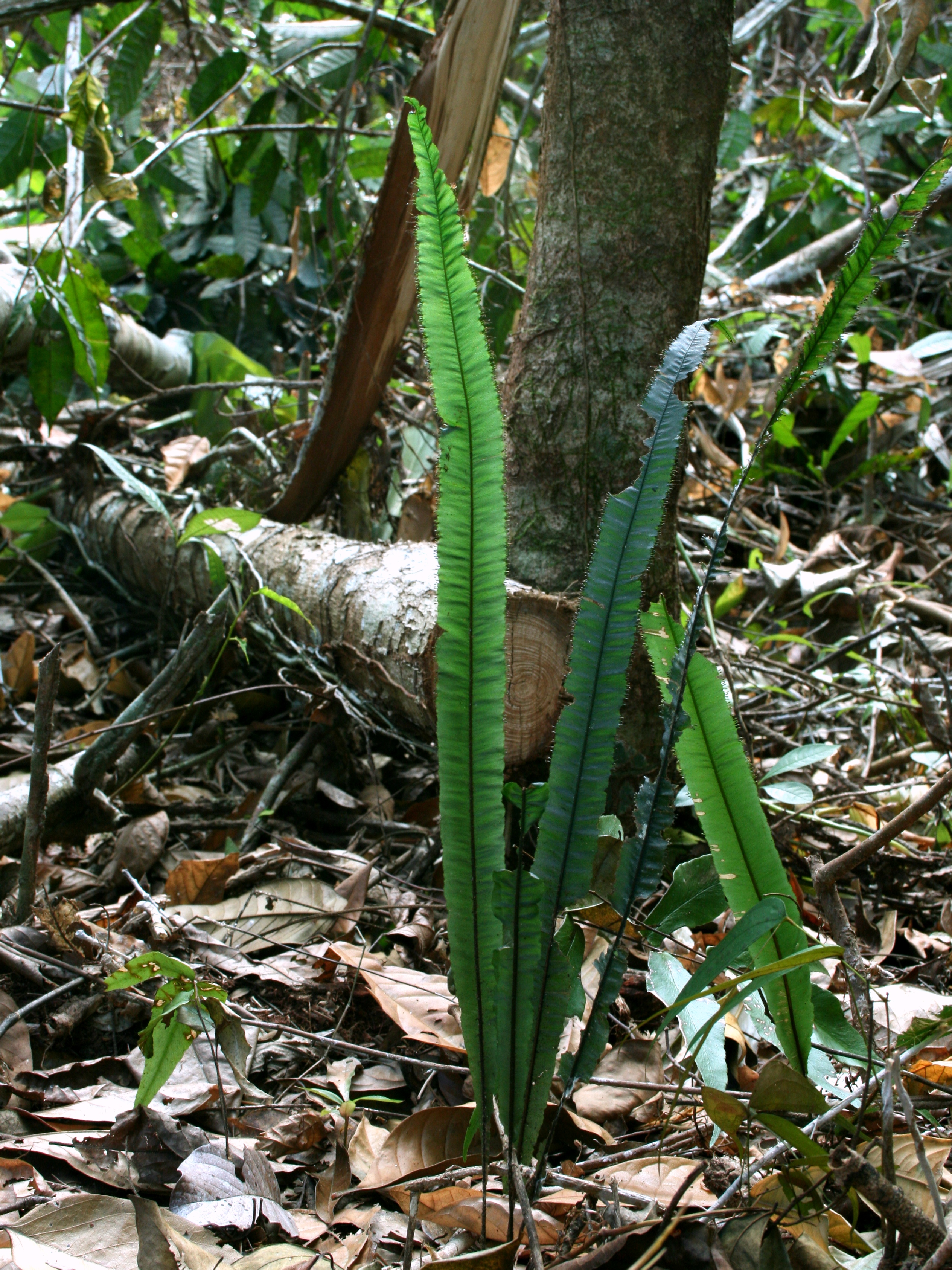